# Als es geschah
Als es geschah ist eine Sammlung von 16 Kurzgeschichten des österreichischen Schriftstellers Reinhard Wegerth aus dem Jahr 2016. Sie entstand als Gegenstück zu Stefan Zweigs Sternstunden der Menschheit und behandelt von Menschen verursachte Katastrophen der letzten Jahrzehnte.
Wie schon in „Damals und dort“ (2010) sowie „Früher und hier“ (2013) personifiziert Wegerth in „Als es geschah“ die beteiligten Dinge und lässt sie selbst über die Ereignisse berichten. Im Unterschied zu seinen vorangegangenen Büchern wählte er für sein neues Werk jedoch nicht Geschehnisse aus seiner persönlichen Biografie, sondern Vorfälle, die die Weltgemeinschaft erschütterten.

## Inhalt
| Nr. | Titel                   | Inhalt |
| --- | ----------------------- | --- |
| 01  | Die Reste der Türme     | Thema sind die Terroranschläge am 11. September 2001 in New York (USA). Der Schuttberg, zu dem die Zwillingstürme des World Trade Centers geworden sind, berichtet über die Ereignisse und ihre Instrumentalisierung für den Irakkrieg.                                                        |
| 02  | Die weiße Pracht        | Thema ist die Lawinenkatastrophe von Galtür am 23. Februar 1999 in Galtür (Österreich). Die auslösenden Niederschläge berichten über den Ablauf, aber auch über die menschliche Mitwirkung an den Folgen.                                                                                      |
| 03  | Los Rodeos              | Thema ist die Flugzeugkatastrophe von Teneriffa am 27. März 1977 in Teneriffa (Spanien). Das Gelände des Flughafens berichtet über den wetterbedingten, aber auch durch Kommunikationsfehler bedingten Ablauf.                                                                                 |
| 04  | In der Barentssee       | Thema ist der Untergang des U-Boots Kursk am 12. August 2000 im Nördlichen Eismeer (Russland). Der nach dem Seefahrer Barents benannte Meeresteil berichtet. |
| 05  | Die Dschungelraketen    | Thema ist die Brasilianische Raketenexplosion am 22. August 2003 im Centro de Lançamento de Alcântara (Brasilien). Für den umliegenden Amazonas-Regenwald nur eine von vielen Beeinträchtigungen.                                                                                              |
| 06  | Die Steine der Pilger   | Thema ist die Massenpanik in Mekka (Saudi-Arabien) am 12. Jänner 2006. Es berichten die für ein Ritual benötigten Steine. |
| 07  | Fast eine Demo          | Thema ist das Unglück bei der Love Parade am 24. Juli 2010 in Duisburg (Deutschland). Die Parade selbst erzählt von ihren kleinen Anfängen in Berlin, dem Wachsen über die Jahre, dem Niedergang und dem Ende.                                                                                 |
| 08  | Das Töten der Rinder    | Thema ist die Behandlung der Rinder bis zum Auftreten der Bovinen spongiformen Enzephalopathie 1986 in England (Vereinigtes Königreich). Es berichten die kulturhistorisch weit gefächerten Tötungsarten – von steinzeitlicher Jagd über religiöse Motivationen bis zum Ablauf im Schlachthof. |
| 09  | Drache und Feuer        | Thema ist die Brandkatastrophe der Gletscherbahn Kaprun 2 am 11. November 2000 in Kaprun (Österreich). Es berichtet einer der beiden Züge. |
| 10  | Die Ölung anderer Art   | Thema ist die Havarie des Öltankers Exxon Valdez am 24. März 1989 in Alaska (USA). Es berichtet die transportierte Substanz. |
| 11  | Ein Bild von einem Kuss | Thema ist eine Gegenüberstellung des Gemäldes Der Kuss (Klimt) im Wiener Belvedere und des „Bruderkussgemäldes“ (eigentlich Mein Gott, hilf mir, diese tödliche Liebe zu überleben) an der heutigen East Side Gallery der Mauer in Berlin (Deutschland). Es berichtet der Bruderkuss.          |
| 12  | Bei Aphrodite           | Thema ist die Munitionsexplosion auf der Marinebasis Evangelos Florakis am 11. Juli 2011 an der Südküste Zyperns. Es berichten die explodierten Container. |
| 13  | Die nützliche Lauge     | Thema sind der Baia-Mare-Dammbruch und seine Folgen im Februar 2000 entlang der Theiß (Ungarn). Es berichten die ausgetretenen Chemikalien. |
| 14  | Die letzte Explosion    | Thema sind die Atomversuche auf Mururoa bis 27. Jänner 1996 in Französisch-Polynesien. Es berichtet das beschädigte Atoll. |
| 15  | Im Zeichen der Muschel  | Thema sind Ölkatastrophen im Nigerdelta und die Hinrichtung eines Aktivisten am 10. November 1995 in Port Harcourt (Nigeria). Es berichtet der Fluss selbst. |
| 16  | Die Unglücksfähre       | Thema ist der Untergang der Fähre Herald of Free Enterprise am 6. März 1987 vor Zeebrugge (Belgien). Es berichtet das Schiff. |

## Rezeption
„Besonders beeindruckt hat mich der Text über 9/11. Darüber wurde ja wirklich schon viel geschrieben, zehntausende Seiten. Ich weiß nicht, ob viele dabei sind, die so nüchtern erschüttern wie die acht Seiten, auf denen Wegerth die zusammengebrochenen Twin Towers zu Wort kommen lässt.“

„Reinhard Wegerths Buch, so viel zur Orientierung, ist aufklärererisch, nicht voyeuristisch. Und die faktentreuen Berichte von Fällen aus den Jahren 1977 bis 2011 lesen sich dennoch spannend.“

„Der niederösterreichische Jurist geht seinen originellen literarischen Weg weiter. […] Diesmal geht es um Katastrophen.“

## Ausgaben
- Als es geschah. Stimmenberichte. Sisyphus Verlag, Klagenfurt 2016, ISBN 978-3-903125-00-1.